# 프리티 퍼스웨이전
《프리티 퍼스웨이전》(영어: Pretty Persuasion)은 미국에서 제작된 마코스 시에가 감독의 2005년 블랙 코미디 영화이다. 에번 레이철 우드, 제임스 우즈, 론 리빙스턴 등이 출연하였고, 맷 위버 등이 제작에 참여하였다.
2005년 제21회 선댄스 영화제 심사위원 대상 후보작이다.

## 줄거리
조숙하고 자기애가 강한 사이코패스인 15살 킴벌리는 배우가 되고자 하는 열망을 품고 있다. 전자 회사 임원인 아버지 행크는 매사에 불만이 많고 차별적 태도를 지녔으며, 새어머니 캐시는 권태롭다. 둘 다 킴벌리에게는 아무런 관심을 두지 않는다.
킴벌리는 베벌리힐스 록스베리 아카데미 사립 예비 학교 연극에서 모두가 탐내던 안네 프랑크 역을 따낸다. 킴벌리가 수업을 방해하자 연극 교사 퍼시는 방과 후 반성문을 쓰게 한다.
퇴근한 퍼시는 아내 그레이스에게 이 반성문을 도발적으로 읽게 시키며 성적 역할극을 한다. 퍼시가 연기 연습 중 절친 브리트니에게 창피를 주자 킴벌리는 퍼시가 자신, 브리트니, 중동에서 온 무슬림 전학생 랜다를 전부 성희롱했다고 고발하기로 한다. 돈이 없는 퍼시는 변호사 자격증이 있는 고등학교 법 교사 로저에게 변호를 맡긴다. 로저는 킴벌리가 유대계 동급생 조시의 변호사 아버지를 "돈만 밝히는 악덕 변호사"라고 조롱해 학교 연극에서 출연 교체 당한 일을 앙갚음하려는 거라고 주장한다.
언론은 이 사건을 크게 주목한다. 킴벌리는 지역 레즈비언 기자 에밀리와 관계를 맺고 이를 몰래 촬영해 자신에게 호의적인 기사를 쓰게 협박한다. 또한 킴벌리는 구강성교로 조시를 구슬러 유명한 피고측 변호사인 아버지 래리가 퍼시를 무보수로 변호하게 만든다.
래리가 반대 심문을 할 때 압박감을 이기지 못한 브리트니는 자신과 킴벌리, 랜다가 성추행 혐의를 꾸며냈으며 주동자는 킴벌리라고 고백하고 만다. 허위 고발로 가문의 명예를 더럽혔다는 죄책감에 휩싸인 랜다는 학교에서 총으로 자살한다. 그레이스는 퍼시가 읽게 만들었던 반성문을 킴벌리가 작성했다는 걸 알게 되자 퍼시를 떠난다.
에밀리는 킴벌리가 수많은 실제 성폭력 피해자들에게 끼쳤을 악영향을 생각하며 분노하지만 할 수 없이 끝까지 킴벌리를 사회의 희생양으로 치켜세운다. 킴벌리에게 관심을 갖게 된 할리우드 제작자들은 낮 연속극 단역 자리를 준다.
브리트니가 찾아오자 킴벌리는 조시를 조종해 유능한 변호사 래리가 퍼시를 변호하게 만든 이유는 브리트니가 법정에서 무너져 스스로 진실을 고백하게 만들어 브리트니를 만천하에 거짓말쟁이 악녀로 각인시키기 위함이었다고 밝힌다. 킴벌리는 전 남자친구 트로이를 뺏어간 브리트니에게 복수하는 한편 세간의 관심도 얻는다는 이중 목표를 설정하고 철저한 계산 하에 일을 진행했던 것이다.
브리트니가 킴벌리를 비난하고 나간 뒤 킴벌리는 텔레비전에서 연속극에 나온 자신의 모습을 바라보며 눈물을 흘린다.

## 출연
- 에번 레이철 우드 - 킴벌리 조이스 역
- 제임스 우즈 - 행크 조이스 역
- 론 리빙스턴 - 퍼시 앤더슨 역
- 엘리자베스 안와 - 브리트니 웰스 역
- 아디 슈날 - 랜다 어주니 역
- 스타크 샌즈 - 트로이 역
- 제인 크러카우스키 - 에밀리 클라인 역
- 대니 콤든 - 로저 니콜 역
- 제이미 킹 - 캐시 조이스 역
- 조시 저커먼 - 조시 호러위츠 역
- 제임스 스나이더 - 데이비드 "데이브" 역
- 셀마 블레어 - 그레이스 앤더슨 역
- 클라이드 쿠사추 - 칼 먼로 판사 역
- 로버트 조이 - 래리 호러위츠 역
- 옥타비아 스펜서 - 여성 역
- 마이크 어윈 - 배리 역
- 티나 홈스 - 네이딘 역
- 조니 루이스 - 워런 프레스콧 역
- 나비드 네가반 - 어주니 씨 역

## 기타 제작진
- 배역: 바버라 피오렌티노, 조지프 미들턴
- 미술: 폴 오버먼
- 의상: 대니 글리커